# Chaetolabia fryeri
Chaetolabia fryeri е вид насекомо от семейство Spongiphoridae. Видът е критично застрашен от изчезване.

## Разпространение
Разпространен е в Сейшели.